# Tutkarz śliwowiec
Tutkarz śliwowiec (Involvulus cupreus) – gatunek chrząszcza z rodziny tutkarzowatych. Zamieszkuje krainę palearktyczną od Półwyspu Iberyjskiego po Wyspy Japońskie. Żeruje na drzewach i krzewach z rodziny różowatych.

## Taksonomia
Gatunek ten opisany został po raz pierwszy w 1758 roku przez Karola Linneusza w dziesiątym wydaniu Systema Naturae pod nazwą Curculio cupreus. Jako miejsce typowe wskazano Europę.

## Morfologia
Chrząszcz o ciele długości od 3,7 do 4,5 mm, od spodu czarnym, a z wierzchu o metalicznie połyskującym oskórku barwy ciemnordzawej, brązowej lub purpurowej. Owłosienie ciała ma gęste, na pokrywach stosunkowo krótkie i półwzniesione.
Ryjek ma po grzbietowej stronie szerokie i błyszczące żeberko środkowe, a po jego bokach gładkie bruzdy czułkowe z szeregiem dużych punktów. U samca ryjek jest krótszy niż głowa i przedplecze razem wzięte, u samicy zaś trochę dłuższy niż głowa i przedplecze razem wzięte. Głowa ma równomiernie wypukłe czoło o punktowaniu drobniejszym niż na przedpleczu.
Tułów ma przedplecze w części przedniej lekko przewężone, a dalej mające niemal równoległe boki. Środkiem grzbietu przedplecza biegnie delikatnie zaznaczone żeberko podłużne. Pokrywy są dłuższe niż szerokie, w barkach 1,8 raza szersze od przedplecza. Rzędy mają wyraźnie zaznaczone, na całej długości zaopatrzone w głębokie i szerokie punkty; dziewiąty z rzędów łączy się z dziesiątym na wysokości środka pokrywy. Międzyrzędy są węższe od rzędów, lekko wysklepione, każdy z szeregiem punktów. Odnóża u obu płci mają po jednym kolcu na wierzchołkach goleni.

## Ekologia i występowanie

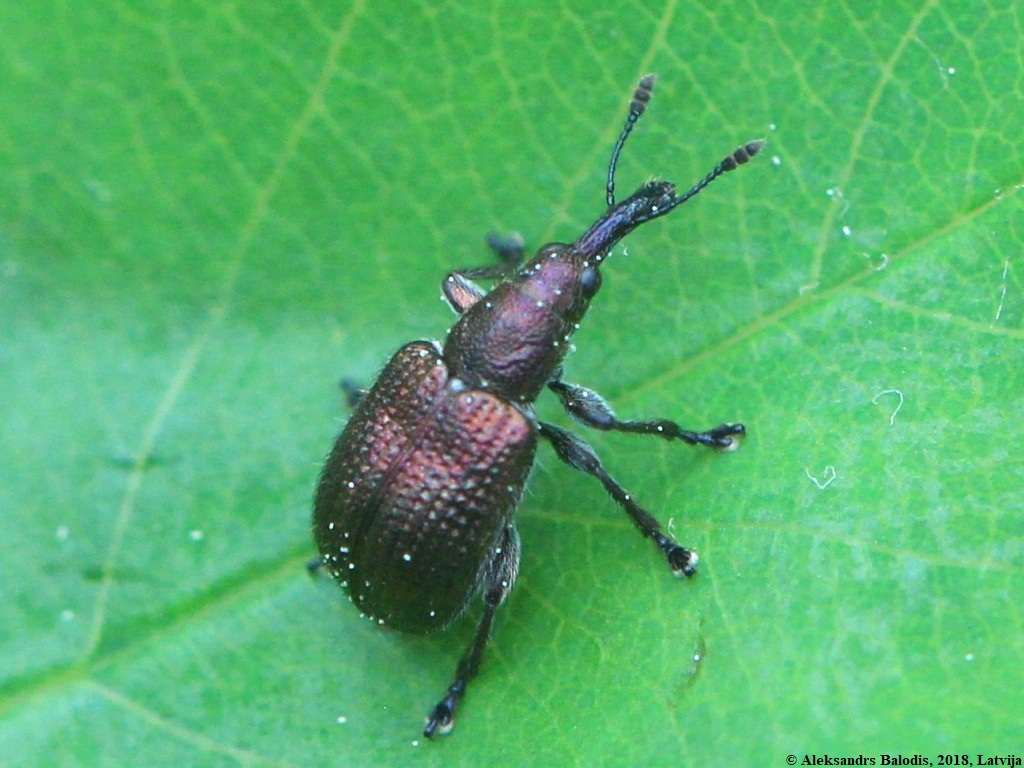
Imago na liściu

Owad ten zasiedla zarośla, pobrzeża lasów, polany, sady, ogrody, parki, stanowiska ruderalne, przytorza i przydroża. Owady dorosłe aktywne są od kwietnia do września. Są foliofagami żerującymi na liściach i pąkach drzew i krzewów z rodziny różowatych. Od maja do lipca samice składają jaja do niedojrzałych owoców. Do roślin pokarmowych larw należą czeremchy, głogi, jabłonie, jarzęby, śliwy i wiśnie. Żerowanie larwy trwa kilka tygodni, po czym schodzi ona do gleby i tam się przepoczwarcza. Zimowanie odbywa się w stadium postaci dorosłej w powierzchniowej warstwie gleby.
Gatunek palearktyczny. W Europie znany jest z Portugalii, Hiszpanii, Wielkiej Brytanii, Francji, Belgii, Luksemburga, Holandii, Niemiec, Szwajcarii, Austrii, Włoch, Danii, Szwecji, Norwegii, Finlandii, Estonii, Łotwy, Litwy, Polski, Czech, Słowacji, Węgier, Białorusi, Ukrainy, Mołdawii, Rumunii, Bułgarii, Słowenii, Chorwacji, Macedonii Północnej oraz europejskiej części Rosji. W Afryce Północnej stwierdzono go w Algierii. W Azji znany jest z azjatyckiej części Turcji, Kazachstanu, Syberii, Rosyjskiego Dalekiego Wschodu, Iranu, Mongolii, Chin, Korei Północnej, Korei Południowej i Japonii. W Polsce jest owadem pospolitym.